# Universo inverso
Universo inverso è il secondo album da solista di Kiko Loureiro, pubblicato dalla Fuel Records nel 2007.

## Tracce
1. Feijão De Corda – 5:34
2. Ojos Verdes – 6:26
3. Havana – 5:27
4. Anastácia – 6:17
5. Monday Mourning – 4:21
6. Arcos Da Lapa – 4:18
7. Samba Da Elisa – 4:38
8. Camino A Casa – 5:21
9. Realidade Paralela – 5:44
10. Recuerdos – 4:36

## Formazione
- Kiko Loureiro - chitarre
- Cuca Teixeira - batteria
- Yaniel Matos - pianoforte
- Carlinhos Noronha - basso